# Pseudoachondroplasie

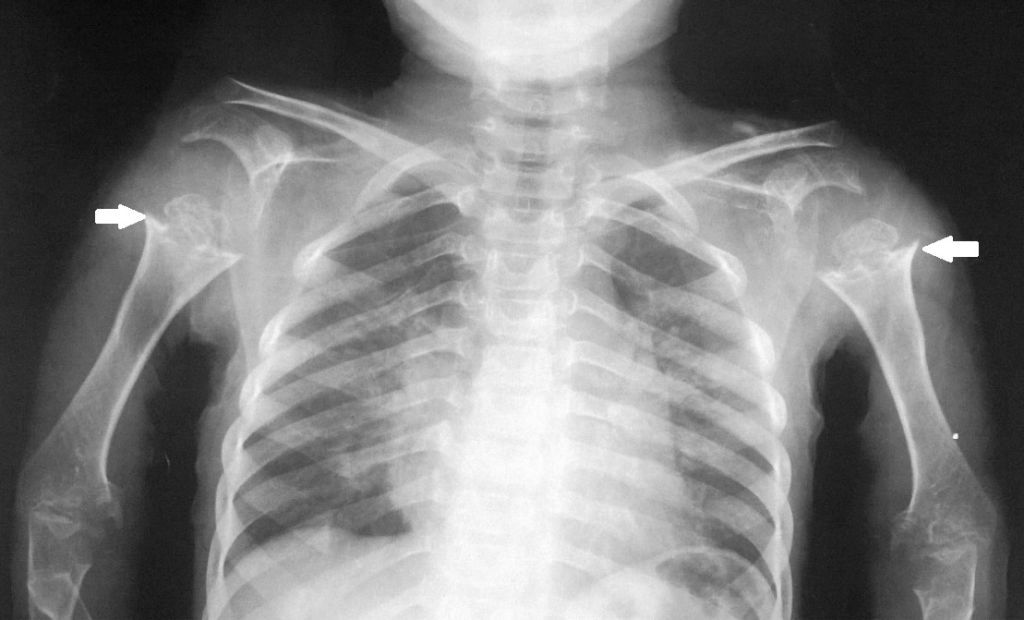
Manifestation der Pseudoachondroplasie an Schultern und Oberarmknochen: Dysplastische proximale Humerusepiphysen, metaphysäre Verbreiterung, Unregelmäßigkeit und metaphysäre Ossifikationslinie. Das Bild wird zusammenfassend als „rachitische Veränderungen“ bezeichnet. Die Läsionen sind bilateral und symmetrisch.

Pseudoachondroplasie ist eine angeborene Form von Kleinwüchsigkeit, die durch kurze Gliedmaßen charakterisiert ist. Sie gehört zu den Skelettdysplasien und erinnert an die Achondroplasie.
Synonyme: Pseudoachrondroplastische Form der Spondyloepiphysären Dysplasie; englisch Pseudoachondroplastic Dysplasia; PSACH
Die Erstabgrenzung von der Spondyloepiphysären Dysplasie erfolgte im Jahre 1959 durch die Kinderärzte und Humangenetiker Pierre Maroteaux und Maurice Lamy (1895–1975).

## Verbreitung
Die Häufigkeit wird mit 1 zu 30–60.000 angegeben, die Vererbung erfolgt autosomal-dominant. Die meisten Erkrankungen treten isoliert als Neumutation auf.
Autosomal-dominante Vererbung bedeutet, dass eine Person mit Pseudoachondroplasie mit einem nicht betroffenen Partner ein fünfzigprozentiges oder 1 zu 1 Risiko hat, Kinder mit Pseudoachondroplasie zu bekommen (nach der Mendelschen Regel).

## Ursache
Der Erkrankung liegen Mutationen im COMP-Gen am Genort 19p13.11 zugrunde, das für das 'cartilage oligomeric matrix Protein' kodiert.

## Klinische Erscheinungen
Klinische Hauptkriterien sind:
- Manifestation im Kleinkindesalter
- disproportionierter Kleinwuchs, langer Rumpf, kurze Extremitäten
- Erwachsenengrösse bei 82–140 cm
- normaler Gesichts- und Hirnschädel
- kurze und breite Hände
- überstreckbare Gelenke mit massiver Bandlaxizität, Genu valgum, Genu recurvatum
- ausgeprägte Knick- und Plattfüße

eventuell Kyphoskoliose
Zuerst wachsen diese Kinder normal, aber im Alter von zwei bis drei Jahren wird sichtbar, dass ein Kind erst verspätet zu laufen beginnt und eine watschelnde Gangart entwickelt, was dann oft zu dieser Diagnose führt. Das Wachstum des Kindes verlangsamt sich in den folgenden Jahren zunehmend. Mit fortschreitender Verlangsamung der Wachstumsrate erscheint der Torso mit lumbaler Lordose und einer rhizomartigen Verkürzung der Gliedmaßen. Die finale Körpergröße eines Erwachsenen beträgt 80–130 cm. Eine Wachstumskurve für Individuen mit Pseudoachondroplasie ist verfügbar (vom Greenberg Center für Skeletal Dysplasias). Eine Kopie der individuellen Wachstumskurve eines Kindes wäre für einen Kinderarzt hilfreich.
Individuen mit Pseudoachondroplasie haben normale Kopfgröße und Gesichtsstrukturen. Der charakteristische Watschelgang ist durch die Einbeziehung der Hüfte beim Gehen bedingt. Die Beine sind nicht gleich ausgerichtet und können eine Vielzahl von Deformationen aufweisen, wie z. B. O- oder Säbelbeine (genu varum), X-Beine (genu valgum), und andere gemischte Deformationen (O-Bein auf einer und X-Bein auf der anderen Seite). Gelenkhypermobilität kann beobachtet werden, besonders bei den Hand- und Fingergelenken, allerdings ist das Streckvermögen der Ellenbogen oft eingeschränkt. Die Hände und Füße selbst sind eher kurz. Osteoarthritis tritt im frühen Erwachsenenalter auf, besonders bei tragenden Gelenken.

## Diagnose
Die Diagnose wird oftmals nicht bei Geburt, sondern erst beim Kleinkind im Alter von zwei bis drei Jahren vermutet.
Die Diagnosesicherung erfolgt mithilfe des Röntgenbildes. Kriterien sind:
- Ovale bis dreieckige Wirbelkörper, Hypoplasie des Dens,  typischerweise mit Instabilität im Atlantoaxialgelenk
- kolbig aufgetriebene Metaphysen
- verzögerte Entwicklung der Epiphysen mit fragmentierten Ossifikationszentren an Hüft- und Kniegelenk mit Ausbildung einer Coxa vara.

## Differential-Diagnostik
Abzugrenzen sind:
- Achondroplasie
- Spondyloepiphysäre Dysplasie
- Diastrophische Dysplasie
- Morbus Perthes
- die verschiedenen Formen der Multiplen epiphysären Dysplasie[2]